# Setodes egregius
Setodes egregius är en nattsländeart som beskrevs av Wolfram Mey 1998. Setodes egregius ingår i släktet Setodes och familjen långhornssländor. Inga underarter finns listade i Catalogue of Life.